# 통합 도서관 시스템
통합 도서관 시스템(integrated library system, ILS) 또는 도서관 관리 시스템(library management system, LMS)은 도서관을 위한 전사적 자원 계획 시스템으로, 소유한 품목, 주문, 지불된 청구서 및 대출한 고객을 추적하는 데 사용된다.
ILS는 일반적으로 관계형 데이터베이스, 해당 데이터베이스와 상호 작용하는 소프트웨어, 두 개의 그래픽 사용자 인터페이스(고객용 하나, 직원용 하나)로 구성된다. 대부분의 ILS는 소프트웨어 기능을 모듈이라고 하는 개별 프로그램으로 분리하며, 각 프로그램은 통합 인터페이스와 통합된다. 모듈의 예는 다음과 같다.
- 인수(자재 주문, 수령 및 송장 발행)
- 목록화(자료 분류 및 색인화)
- 유통(고객에게 자료를 빌려주고 돌려받는 것)
- 연재물(잡지, 저널, 신문 소장품 추적)
- 온라인 공개 액세스 카탈로그 또는 OPAC(공용 사용자 인터페이스)

각 고객과 물품에는 ILS가 활동을 추적할 수 있도록 데이터베이스에 고유한 ID가 있다.

## 같이 보기
- 데이터베이스